# Pak Ilgap
Pak Ilgap (hangul: 박일갑, handzsa: 朴日甲, RR: Park Il-kap; 1926. március 21. – São Paulo, Brazília, 1987. szeptember 11.) dél-koreai labdarúgócsatár.